# Noa Rothman

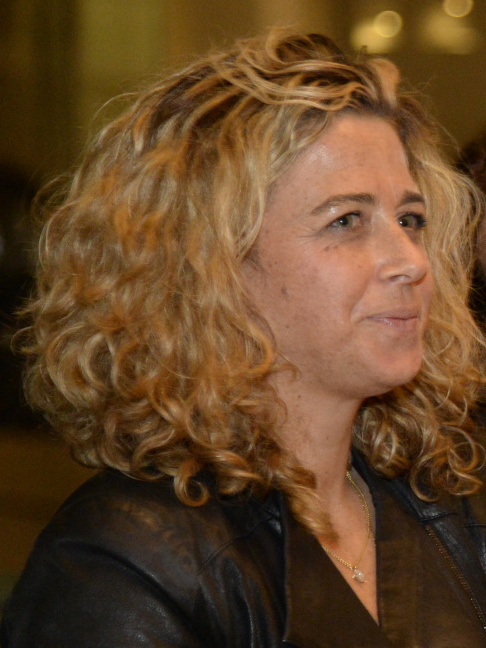
Noa Rothman (2017)

Noa Rothman (hebräisch נֹעה רוטמן), auch bekannt als Noa Ben Artzi-Pelossof (hebräisch נעה בן־ארצי־פילוסוף, * 20. März 1977), ist eine israelische Juristin, Drehbuchautorin und politische Aktivistin. Sie ist die Enkeltochter des 1995 ermordeten israelischen Premierministers Yitzchak Rabin. Im Jahr 2019 stand sie bei den Wahlen zur 22. Knesset auf der Liste des demokratischen Lagers.

## Leben
Noa Rothman wurde am 20. März 1977 als zweites Kind von Dalia Rabin, der Tochter des israelischen Premierministers Yitzchak Rabin, und des Militärs Avraham Ben-Artzi geboren. Einige Monate vor ihrer Geburt wurde ihr Vater bei einem Trainingsunfall schwer verletzt und wurde erwerbsunfähig. Als sie drei Jahre alt war, ließen ihre Eltern sich scheiden und gründeten neue Familien. Nach der Wiederverheiratung ihrer Mutter mit Avi Pelossof trug sie den Familiennamen Ben Artzi-Pelossof. Mit ihrem älteren Bruder Yonathan wuchs sie bei der Mutter auf und besuchte die High School in Herzliya.
Zum Zeitpunkt der Ermordung ihres Großvaters Yitzchak Rabin am 4. November 1995 war Rothman 18 Jahre alt und hatte wenige Monate zuvor den obligatorischen Wehrdienst angetreten. Bei der offiziellen Trauerfeier am 6. November 1995 in Jerusalem hielt sie als einziges Familienmitglied vor einer mit prominenten Politikern aus aller Welt zusammengesetzten Trauergemeinde eine sehr emotionale Trauerrede, über die in den internationalen Medien viel berichtet wurde und die junge Frau innerhalb kurzer Zeit zu einer nationalen und internationalen Berühmtheit machte.
Kurz darauf kam ein Verlag auf sie zu und schlug ihr vor, ihre Erinnerungen an ihren Großvater in Buchform zu veröffentlichen. 1996 erschien in New York ihr Buch In the Name of Sorrow and Hope (hebräisch בשם הצער והתקווה, BeSchem haTsa'ar ve'haTikvah) über ihr Leben als Rabins Enkelin. Als Gegenleistung für die Rechte zur Veröffentlichung des Buches erhielt sie 1 Million US-Dollar als Honorar. Das Buch wurde in mehrere Sprachen übersetzt und erschien 1996 auch auf Deutsch.
Während ihres Dienstes bei den Israelischen Verteidigungsstreitkräften gehörte Rothman dem Redaktionsteams der wöchentlich erscheinenden Armee-Zeitung Ba'mahane (hebräisch במחנה) an und war Offizierin der Israelischen Luftstreitkräfte. Danach folgte sie beruflich dem Vorbild ihrer Mutter und wurde Anwältin. Viele Jahre arbeitete sie im Büro der Staatsanwaltschaft in Tel Aviv.
In der zweiten Hälfte der 2000er-Jahre gab sie ihre Tätigkeit als Juristin auf und arbeitete beim Fernsehen und als Drehbuchautorin. Als Moderatorin nahm sie an Podiumsdiskussionen der TV-Show Mädchen (hebräisch בנות, Banot) teil, einer täglichen Fernsehsendung im Gesprächsformat, die von 2006 bis 2007 im israelischen Kabelfernsehen lief. Mit dem Drehbuchautor Shahar Magen verwirklichte sie 2011 ihre Idee zu der im politischen Milieu angesiedelten Familien-Fernsehserie Die Kinder des Premierministers (hebräisch ילדי ראש הממשלה, Yaldei Rosch haMemschalah), die in den Jahren 2011/2012 im israelischen Fernsehen ausgestrahlt wurde. Rothman betonte, dass es sich dabei nicht um eine Familienbiografie handele, dass sie aber sehr wohl eigene Erfahrungen und Erlebnisse in der Serie mit verarbeitet habe. Mit Esther Namdar verfasste sie die TV-Serie PMTA (hebräisch פמת"א), die sich mit der Staatsanwaltschaft von Tel Aviv befasst, in der Rothman zuvor gearbeitet hatte. Die Dramaserie wurde von 2018 bis 2021 ausgestrahlt.
Bereits nach der Ermordung ihres Großvaters war Rothman in die Israelische Arbeitspartei eingetreten. Im Jahr 2015 gab sie bekannt, dass sie sich künftig politisch betätigen wolle, und bewarb sich als Delegierte ihrer Partei zu dem im Oktober in Jerusalem stattfindenden 37. Zionistischen Weltkongress. Im September 2016 zählte sie zu einer Gruppe ehemaliger Soldaten und Politiker, Künstler und Menschenrechtler, die die Forderung nach Abhaltung eines Referendums über die Zukunft der West Bank und des Gazastreifens erhoben.
Am 1. Juli 2019 trat Rothman der gerade von dem ehemaligen Ministerpräsidenten und Verteidigungsminister Ehud Barak neu gegründeten Partei Demokratisches Israel bei, um bei den Wahlen zur 22. Knesset im September 2019 für einen Sitz im israelischen Parlament zu kandidieren. Ihre Partei ging im Vorfeld der Wahl ein Wahlbündnis mit der linksgerichteten Partei Meretz ein. Rothman wurde auf Platz 9 der gemeinsamen Liste – und damit noch vor Ehud Barak – gesetzt, jedoch schafften beide nicht den Einzug ins Parlament. Während des Wahlkampfs traf Rothman gemeinsam mit dem Knesset-Abgeordneten ihrer Partei Esawi Frej den Vorsitzenden der Palästinensischen Autonomiebehörde Abu Mazen, was von rechten Quellen kritisiert wurde. Bei der folgenden Wahl trat ihre Partei nicht mehr an, und auch Rothman kandidierte nicht mehr.
Inzwischen ist sie wieder als Drehbuchautorin tätig.

## Familie
Noa Rothman ist mit Eldad Rothman verheiratet und Mutter von drei Kindern.

## Auszeichnungen und Ehrungen
- 1997: Preis „Das Politische Buch 1997“ der Arbeitsgemeinschaft der Verleger, Buchhändler und Bibliothekare in der Friedrich-Ebert-Stiftung[8]

## Publikationen
- In the Name of Sorrow and Hope. Alfred A. Knopf, New York 1996, ISBN 0-679-45079-3 (englisch).
  - Trauer und Hoffnung. Die Enkelin Jitzhak Rabins über ihr Leben und ihre Generation. Aus dem Englischen von Helmut Frielinghaus. Rowohlt, Berlin 1996, ISBN 3-499-60340-3. (und weitere Auflagen in verschiedenen deutschen Verlagen)
  - Il Dolore e la Speranza. Rizzoli, Mailand 1996, ISBN 88-17-84467-5 (italienisch).
  - Au nom du chagrin et de l'espoir. Fixet, Paris 1997, ISBN 2-266-07760-0 (französisch).
  - Em Nome da Mágoa e da Esperança. Edições ASA, Porto 1997 (portugiesisch).